# Gibb-Galuten-Richardson
Gibb-Galuten-Richardson war ein britisch-amerikanisches Musikproduzententeam, das aus dem Bee Gees Gründungsmitglied Barry Gibb, dem Musiker und Tontechniker Albhy Galuten und dem Tontechniker Karl Richardson bestand und neben der Arbeit für die Bee Gees und Andy Gibb auch einen maßgeblichen Anteil am Erfolg des Spielfilms Saturday Night Fever und dessen millionenfach verkauften Soundtracks hatte.

## Entstehung
Galuten und Richardson trafen erstmals bei der Arbeit an dem Bee Gees-Album «Children of the World» Anfang 1976 mit der Band zusammen. Auf Arif Mardin, Produzent des erfolgreichen Vorgängeralbums «Main Course» konnten die Bee Gees aus vertraglichen Gründen nicht mehr zurückgreifen. Und nachdem die Suche nach einem neuen Produzenten zunächst erfolglos geblieben war, beschloss die Band schließlich, das neue Album unter der Federführung Barry Gibbs gemeinsam mit Galuten und Richardson selbst zu produzieren.
Karl Richardson kam 1969 als Tontechniker in die Criteria Recording Studios in Miami, wo er seine Aufnahmen oft auch mischte und später auch masterte. So hatte er als Tontechniker auch bei der Produktion des Albums «Main Course» teilgenommen. Als Barry Gibb wegen der Produktion des anstehenden Albums auf ihn zukam, empfahl Richardson den Komponisten, Arrangeur und Musiker Albhy Galuten
dazuzuholen, der bis dahin als Musiker und Tontechniker für Atlantic Records tätig war und mit Derek and the Dominos oder den Allman Brothers gearbeitet hatte.
Zwar waren offiziell die Bee Gees als Band bei deren Alben als Produzenten tätig, doch tatsächlich war spätestens seit den Aufnahmen zu den Titeln, die für den Soundtrack zu Saturday Night Fever entstanden, Barry Gibb als einziger der drei Brüder als Produzent
verantwortlich. Private und gesundheitliche Probleme führten dazu, dass Robin und Maurice Gibb oft gar nicht im Studio zugegen waren. Während Robin Gibb sich oft in Europa aufhielt, kämpfte Maurice Gibb mit seiner Alkoholsucht und seiner schwindende Bedeutung in der Band. Als Bassist und Keyboarder der Band wurde er immer öfter durch Gastmusiker ersetzt. Und durch die Entscheidung, Barry Gibbs Falsettgesang in den Vordergrund des Bee-Gees-Sounds zu stellen, hatte auch Robin Gibb als Sänger
immer weniger Anteil am akustischen Erscheinungsbild der Band. So kristallisierte sich immer mehr das Trio Barry Gibb, Albhy Galuten und Karl Richardson als Produzenten heraus. 1978 gründeten Galuten und Richardson Produktionsfirma Karlbhy Productions.

## Produktionen
Nachdem die Aufnahmen im Mai 1976 beendet waren, erschien im Sommer die Single „You Should be Dancing“, die schnell weltweit die Charts erklomm und das dazugehörige Album «Children of the World», im Oktober 1976 veröffentlicht, erreichte in den USA den 8. Rang der Billboard-Charts.
Im September 1976 siedelte der jüngste der Gibb-Brüder Andy Gibb aus seiner Heimat Australien nach Amerika über, um eine Solokarriere in Angriff zu nehmen. Das Team Barry Gibb, Albhy Galuten und Karl Richardson übernahmen nach dem Erfolg mit dem Bee Gees auch die Produktion des Debüts von Andy Gibbs «Flowing Rivers», wobei Barry Gibb hier nur als ausführender Produzent tätig war. Sowohl die Debütsingle „I Just Want to Be Your Everything“, als auch die folgende „(Love Is) Thicker Than Water“ erklommen im Sommer 1977 die Nummer 1 Position der US-Charts und das Trio wurde zu einem angefragten Produzententeam. Sie produzierten Songs für die die New Yorker Rockband Network, die Australierin Samantha Sang, den Nummer 1-Hit Grease für Frankie Valli, der 1978 auf dem gleichnamigen Soundtrack erschien.
Die für den Soundtrack «Saturday Night Fever» beigesteuerten Bee Gees-Kompositionen „Staying Alive“, „How Deep Is Your Love“ und „Night Fever“ wurden allesamt zu Nummer 1-Hits in den USA und stürmten die Charts weltweit. Das 1979 veröffentlichte Album «Spirits Having Flown» wurde mit weltweit über 10 Millionen verkauften Einheiten zum bestverkauften Album der Bee Gees.
Als Barbra Streisand bei Barry Gibb anfragte, ob er ihr nächstes Album komponieren und produzieren könne, begannen Barry Gibb und sein Bruder Robin 1979 zunächst Songs zu komponieren, die ganz auf Streisand Stimme zugeschnitten waren. Im März 1980, pünktlich zur Einweihung des Band eigenen Musikstudios Middle Ear in Miami Beach, begannen die Aufnahmesessions zum Album «Guilty», im August erschien die erste Single „Woman in Love“, die weltweit zu einem Nummer 1-Hit wurde und im September erschien das Album, das sich bald zum bestverkauften Barbra Streisand-Album aller Zeiten entwickelte.
Von diesem Erfolgsrezept beflügelt und von Auflösungserscheinungen bei den Bee Gees unterstützt, entstanden schließlich noch ähnlich konzipierte Projekte. 1982 wurde Dionne Warwicks «Heartbreaker» das bestverkaufte Album der Sängerin und ihr erstes, dass weltweit die Hitparaden stürmte. Als Country-Sänger Kenny Rogers bei Barry Gibb nach Songs anfragte lief er bei Gibb offene Türen ein. Barry Gibbs Liebe zur Country-Musik beflügelte diesen und das Album «Eyes That See in the Dark» wurde ein weltweiter Hit, unterstützt von der Nummer 1-Single „Islands in the Stream“, das Rogers im Duett mit Dolly Parton 1983 einspielte und beiden Künstlern enorme Popularität bescherte. Das Album «Eaten Alive», produziert für Diana Ross im Jahr 1985, konnte den US-amerikanischen Markt nicht erobern, verkaufte sich in Europa, unterstützt durch den britischen Nummer 1-Hit „Chain Reaction“, jedoch recht gut.
Musikalische Differenzen zwischen Galuten und Barry Gibb, die sich erstmals bei der Produktion zu Barry Gibbs Soloalbum «Now Voyager» zeigten und dazu führten, das Galuten sich nicht an der Produktion beteiligte, beendedeten schließlich die Zusammenarbeit des Trios und der Produktionsfirma Karlbhy Productions, die 1988 aufgelöst wurde.
Als Resultat konnten Gibb, Galuten und Richardson auf 19 Nummer 1-Hits zurückblicken, mehrere Grammy Awards für die Arbeit am Soundtrack «Saturday Night Fever», sowie für das Duett „Guilty“ von Barbra Streisand & Barry Gibb. Richardson arbeitete anschließend als Theater-Sounddesigner sowohl am Broadway als auch am Alley Theatre in Houston oder dem Asolo Theatre in Sarasota. 2001 wurde er Teilhaber und Betreiber des Audiovision Studios in North Miami.
Galuten arbeitete danach vor allem als Technologiemanager- und berater bei Firmen wie Sony und der Universal Music Group und half Firmen Technologiestrategien zu entwickeln. In seinen verschiedenen Rollen als Technologiemanager hat Galuten mehrere Patente angemeldet.
Barry Gibb arbeitete 1986 noch einmal mit Karl Richardson an seinem Album «Hawks», das als Soundtrack zu dem gleichnamigen Film mit Timothy Dalton Ende 1988 nur in Europa veröffentlicht wurde und allein in Deutschland ein kleiner Hit wurde. Mit den Bee Gees hatte er
ein Jahr zuvor ein gefeiertes Comeback.

## Diskographie

### Alben
| Jahr | Interpret         | Album                             | Charts                | Aufnahme |
| ---- | ----------------- | --------------------------------- | --------------------- | --- |
| 1976 | Bee Gees          | Children of the World             | US 8 / UK - / DE 36   | Jan – Mai 1976, Criteria Recording Studios, Miami, Le Studio, Quebec |
| 1977 | Bee Gees          | Here at Last                      | US 8 / UK - / DE 44   | Konzert vom 20. Dez 1976, The Forum, Los Angeles |
| 1977 | Andy Gibb         | Flowing Rivers                    | US 29 / UK - / DE -   | Herbst 1976, Criteria Recording Studios, Miami |
| 1977 | Various           | Saturday Night Fever (Soundtrack) | US 1 / UK 1 / DE 1    | Bee Gees: 1977, Le Château, Hérouville, Criteria Recording Studios, Miami, Cherokee Studios, Los Angeles Soundtrack zum Film Saturday Night Fever Grammy Awards 1979: Album of the Year, Best Pop Performance by a Duo or Group with Vocals, Producer of the Year |
| 1978 | Andy Gibb         | Shadow Dancing                    | US 1 / UK 42 / DE 44  | Dez 1977 – Feb 1978, Criteria Recording Studios, Miami, Wally Heider Studios, Los Angeles |
| 1979 | Bee Gees          | Spirits Having Flown              | US 1 / UK 1 / DE 1    | März – Nov 1978, Criteria Recording Studios, Miami |
| 1980 | Andy Gibb         | After Dark                        | US 21 / UK - / DE -   | Mai – Nov 1979, Criteria Recording Studios, Miami |
| 1980 | Barbra Streisand  | Guilty                            | US 1 / UK 1 / DE 4    | Feb – Juni 1980, Middle Ear, Miami Beach, Criteria Recording Studios, Miami, Sound Labs Studio, Hollywood, Media Sound, New York |
| 1981 | Bee Gees          | Living Eyes                       | US 41 / UK 73 / DE 37 | Feb – Juni 1981, Middle Ear, Miami Beach, Criteria Recording Studios, Miami, Media Sound, New York |
| 1982 | Dionne Warwick    | Heartbreaker                      | US 25 / UK 3 / DE 18  | April/Mai 1982, Middle Ear, Miami Beach, Media Sound, New York |
| 1983 | Bee Gees, Various | Staying Alive (Soundtrack)        | US 6 / UK 14 / DE 8   | Herbst 1982, Middle Ear, Miami Beach Soundtrack zum Film Staying Alive mit 5 Bee Gees-Titeln. |
| 1983 | Kenny Rogers      | Eyes that See in the Dark         | US 6 / UK 53 / DE -   | Frühjahr 1983, Middle Ear, Miami Beach, Lion Share Recording Studios, Los Angeles, Ocean Way Recording, Los Angeles |
| 1985 | Diana Ross        | Eaten Alive                       | US 45 / UK 11 / DE 20 | Sommer 1985, Bill Schnee’s Studio, Los Angeles |

### Singles
| Jahr      | Interpret                      | Titel                                | Charts                | Anmerkung                                                             |
| --------- | ------------------------------ | ------------------------------------ | --------------------- | --------------------------------------------------------------------- |
| Juli 1976 | Bee Gees                       | You Should be Dancing                | US 1 / UK 5 / DE 16   |                                                                       |
| Sep 1976  | Bee Gees                       | Love so Right                        | US 3 / UK 41 / DE 38  |                                                                       |
| Jan 1977  | Bee Gees                       | Boogie Child                         | US 3 / UK 41 / DE 12  |                                                                       |
| Feb 1977  | Bee Gees                       | Children of the World                |                       | nur in Europa veröffentlicht                                          |
| Mai 1977  | Andy Gibb                      | I Just Want to be Your Everything    | US 1 / UK - / DE -    |                                                                       |
| Juni 1977 | Network                        | Save Me, Save Me                     | US - / UK - / DE -    |                                                                       |
| Juli 1977 | Bee Gees                       | Edge of the Universe                 | US 26 / UK - / DE -   | Liveaufnahme vom Album Here at Last                                   |
| Sep 1977  | Bee Gees                       | How Deep Is Your Love                | US 1 / UK 3 / DE 21   | Grammy Award 1978: Best Pop Performance by a Duo or Group with Vocals |
| Sep 1977  | Andy Gibb                      | (Love is) Thicker than Water         | US 1 / UK - / DE -    |                                                                       |
| Dez 1977  | Samantha Sang                  | Emotion                              | US 3 / UK 11 / DE -   |                                                                       |
| Jan 1978  | Bee Gees                       | Stayin’ Alive                        | US 1 / UK 4 / DE 2    | Grammy Award 1979: Best Arrangement for Voices                        |
| Feb 1978  | Bee Gees                       | Night Fever                          | US 1 / UK 1 / DE 2    |                                                                       |
| Apr 1978  | Andy Gibb                      | Shadow Dancing                       | US 7 / UK 15 / DE -   |                                                                       |
| Mai 1978  | Frankie Valli                  | Grease                               | US 1 / UK 3 / DE 24   | vom Soundtrack zum Film Grease                                        |
| Juni 1978 | Teri DeSario                   | Ain't Nothing Gonna Keep me from You | US 43 / UK - / DE -   |                                                                       |
| Juli 1978 | Andy Gibb                      | An Everlasting Love                  | US 5 / UK 10 / DE -   |                                                                       |
| Nov 1978  | Bee Gees                       | Too Much Heaven                      | US 1 / UK 3 / DE 10   |                                                                       |
| Jan 1979  | Andy Gibb                      | (Our Love) Don't Throw It All Away   | US 9 / UK 32 / DE -   |                                                                       |
| Feb 1979  | Bee Gees                       | Tragedy                              | US 1 / UK 1 / DE 2    |                                                                       |
| Apr 1979  | Bee Gees                       | Love You Inside Out                  | US 1 / UK 13 / DE 21  |                                                                       |
| Dez 1979  | Bee Gees                       | Spirits Having Flown                 | US - / UK 16 / DE -   |                                                                       |
| Jan 1980  | Andy Gibb                      | Desire                               | US 44 / UK - / DE 36  |                                                                       |
| März 1980 | Andy Gibb & Olivia Newton-John | I Can't Help It                      | US 12 / UK - / DE -   |                                                                       |
| Juli 1980 | Andy Gibb & Olivia Newton-John | Rest Your Love on me                 | US - / UK - / DE -    |                                                                       |
| Aug 1980  | Barbra Streisand               | Woman in Love                        | US 1 / UK 1 / DE 1    |                                                                       |
| Okt 1980  | Barbra Streisand & Barry Gibb  | Guilty                               | US 34 / UK 3 / DE 15  | Grammy Award 1981: Best Pop Performance by a Duo or Group with Vocals |
| Nov 1980  | Andy Gibb                      | Time is Time                         | US 15 / UK - / DE 55  |                                                                       |
| Jan 1981  | Barbra Streisand & Barry Gibb  | What Kind of Fool                    | US 10 / UK - / DE -   |                                                                       |
| Feb 1981  | Andy Gibb                      | Me (Without You)                     | US 40 / UK - / DE -   |                                                                       |
| Sep 1981  | Bee Gees                       | He's a Liar                          | US 30 / UK - / DE 68  |                                                                       |
| Nov 1981  | Bee Gees                       | Living Eyes                          | US 45 / UK - / DE 58  |                                                                       |
| Sep 1982  | Dionne Warwick                 | Heartbreaker                         | US 10 / UK 2 / DE 10  |                                                                       |
| Nov 1982  | Dionne Warwick                 | All the Love in the World            | US - / UK 10 / DE 50  |                                                                       |
| Feb 1983  | Dionne Warwick                 | Take the Short Way Home              | US 41 / UK 85 / DE -  |                                                                       |
| Mai 1983  | Bee Gees                       | The Woman in You                     | US 24 / UK - / DE 23  |                                                                       |
| Aug 1983  | Bee Gees                       | Someone Belonging to Someone         | US 49 / UK 49 / DE 55 |                                                                       |
| Aug 1983  | Kenny Rogers & Dolly Parton    | Islands in the Stream                | US 1 / UK 7 / DE 25   |                                                                       |
| Jan 1984  | Kenny Rogers                   | This Woman                           | US 23 / UK - / DE -   |                                                                       |
| Sep 1985  | Diana Ross                     | Eaten Alive                          | US 77 / UK 71 / DE 38 | Co-produzent Michael Jackson                                          |
| Dez 1985  | Diana Ross                     | Chain Reaction                       | US 66 / UK 1 / DE 11  |                                                                       |
| Apr 1986  | Diana Ross                     | Experience                           | US - / UK 47 / DE -   |                                                                       |